# Abadía de Nuestra Señora de Getsemaní

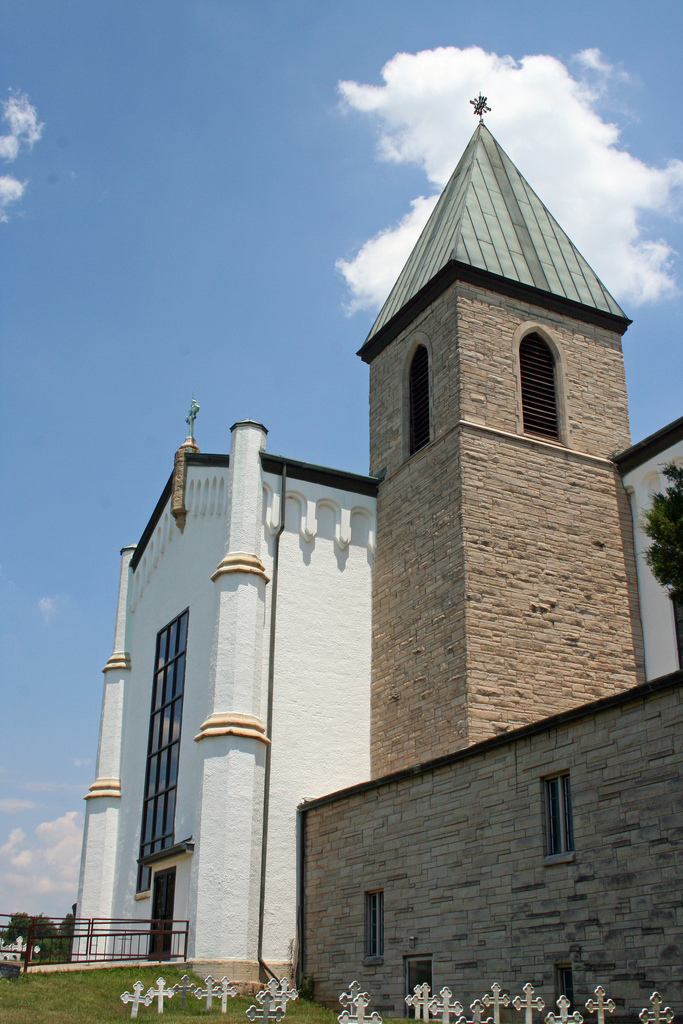
Vista de la abadía

La abadía de Nuestra Señora de Getsemaní es un monasterio cerca de Bardstown, Kentucky, en el condado de Nelson, parte de la Orden Cisterciense de la Estricta Observancia (Ordo Cisterciensis Strictioris Observantiae), más conocida como los Trapenses. Fundada el 21 de diciembre de 1848 y elevada a una abadía en 1851, Getsemaní es considerada como la casa madre de todos los monasterios trapistas y trappistinos de los Estados Unidos de América. Getsemani es el monasterio trapense más antiguo de los Estados Unidos que todavía está funcionando.
La iglesia abacial, basílica de la Santísima Virgen de Getsemaní (en inglés: Abbey of Our Lady of Gethsemani; Basilica of the Blessed Virgin of Gethsemani) fue consagrada en 1866 y fue declarada basílica menor el 22 de abril de 1949, siendo entonces la sexta iglesia en ser considerada basílica en el país.
Siguiendo la Regla de san Benito, los monjes trapenses viven una vida contemplativa de fiel oración y trabajo. El monasterio está situado en una granja de trabajo de 2000 acres (810 ha). Los monjes se apoyan a sí mismos y a la abadía a través de su tienda, Gethsemani Farms, que ofrece quesos trapistas hechos a mano, pasteles de frutas y merengue de borbón (tanto en el lugar como pedidos por correo).
Gethsemani fue el hogar del monje trapista, activista social y autor Thomas Merton desde 1941 hasta su muerte en 1968.

## Vida en la abadía

### Retiros

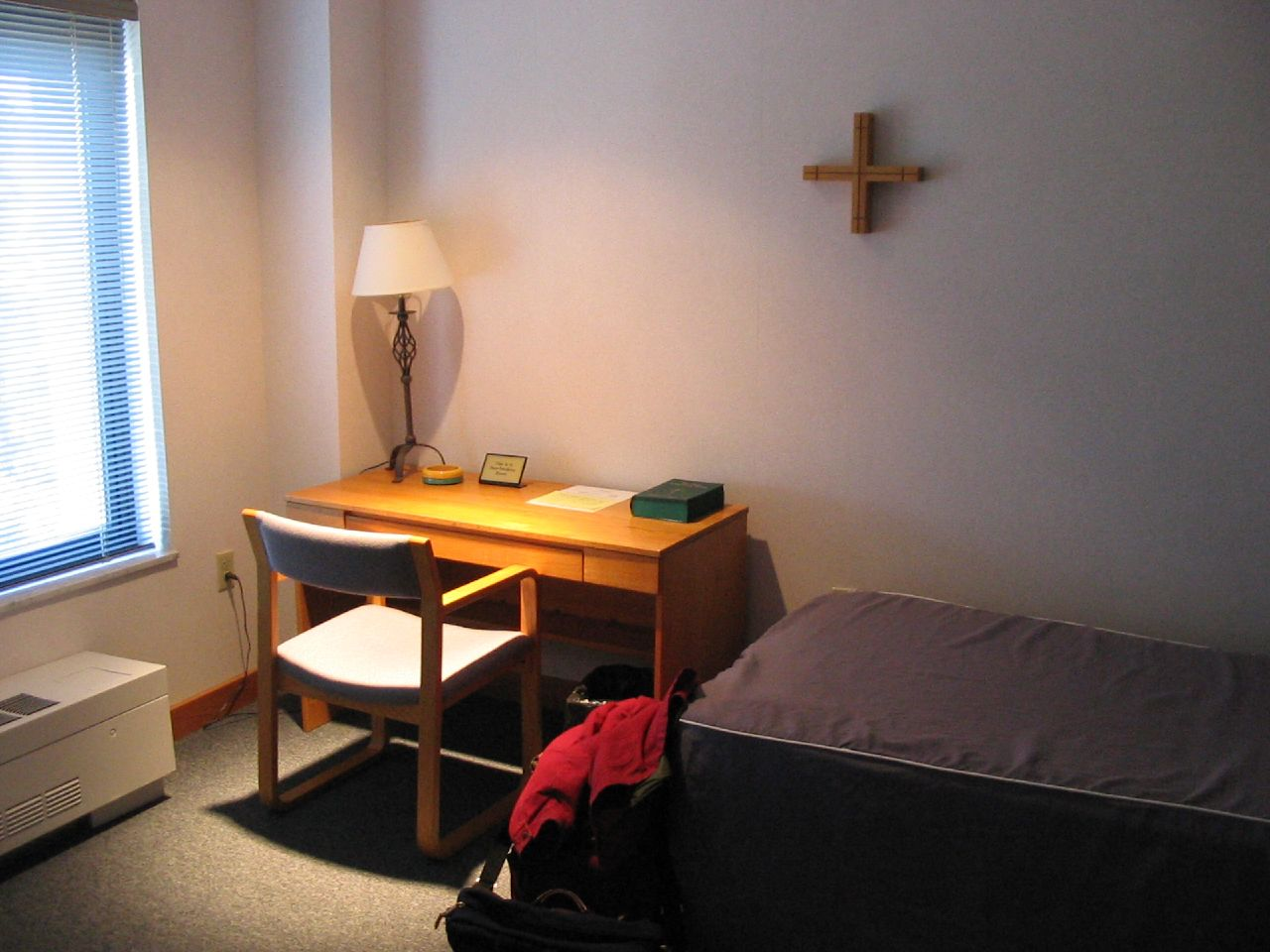
Habitaciones de huéspedes

La tradición de Gethsemani de aceptar huéspedes es conforme a la antigua cultura benedictina. Los huéspedes tienen amplia oportunidad de recorrer los terrenos de la abadía. Los senderos, bosques y extensos campos son apropiados para caminatas tranquilas y silenciosas y para la reflexión. Gethsemaní tiene una casa de retiros con 30 habitaciones completas con baños privados y aire acondicionado. Hombres y mujeres son bienvenidos. A los huéspedes varones se les pide no entrar a la clausura, y hacerlo está completamente prohibido a las mujeres. Solo se permite hablar en determinados espacios.

## Enlaces externos

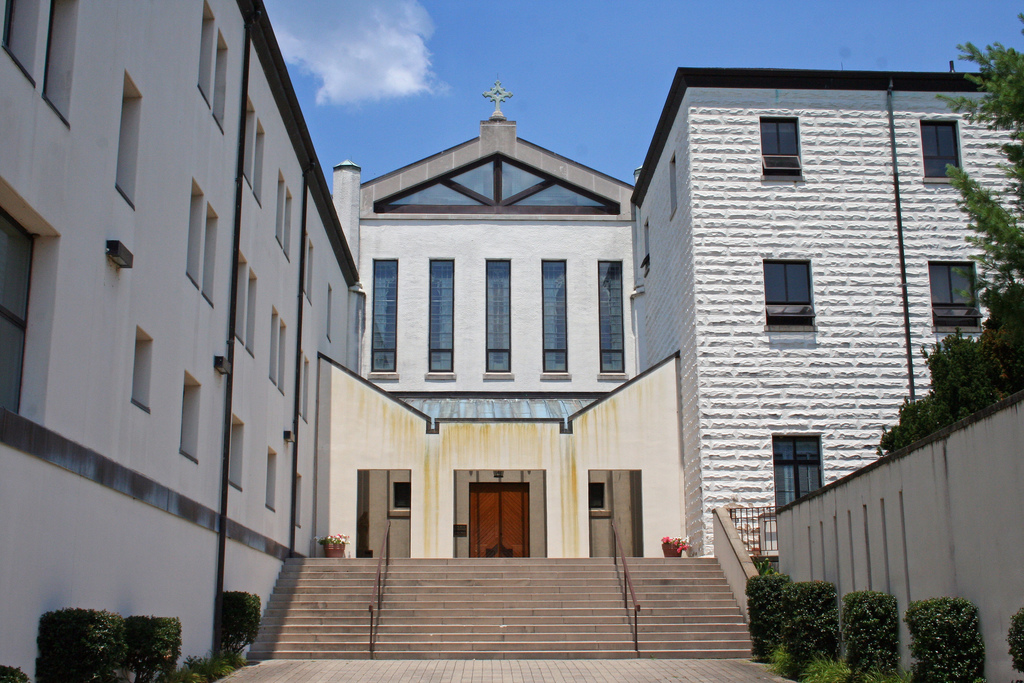
Entrada

## Abades
- Eutropius Proust (1848-1859)
- Benedict Berger (1861-1889)
- Edward Chaix-Bourbon (1890-1896)
- Benedict Dupont (1896-1898)
- Edmond Obrecht (1898-1935)
- Frederic Dunne (1935-1948)
- James Fox (1948-1968)
- Flavian Burns (1968-1973)
- Timothy Kelly (1973-2000)
- Damien Thompson (2000-2008)
- Elias Dietz (2008-presente)